# Menodora longiflora
Menodora longiflora är en syrenväxtart som beskrevs av Asa Gray. Menodora longiflora ingår i släktet Menodora och familjen syrenväxter. Inga underarter finns listade i Catalogue of Life.